# Glaignes
Glaignes és un municipi francès, situat al departament de l'Oise i a la regió dels Alts de França. L'any 2007 tenia 362 habitants.

## Demografia

### Població
El 2007 la població de fet de Glaignes era de 362 persones. Hi havia 136 famílies de les quals 20 eren unipersonals (20 dones vivint soles i 20 dones vivint soles), 52 parelles sense fills, 60 parelles amb fills i 4 famílies monoparentals amb fills.
La població ha evolucionat segons el següent gràfic:
Habitants censats

### Habitatges
El 2007 hi havia 162 habitatges, 139 eren l'habitatge principal de la família, 21 eren segones residències i 2 estaven desocupats. Tots els 160 habitatges eren cases. Dels 139 habitatges principals, 125 estaven ocupats pels seus propietaris, 10 estaven llogats i ocupats pels llogaters i 4 estaven cedits a títol gratuït; 1 tenia dues cambres, 14 en tenien tres, 31 en tenien quatre i 93 en tenien cinc o més. 117 habitatges disposaven pel capbaix d'una plaça de pàrquing. A 49 habitatges hi havia un automòbil i a 85 n'hi havia dos o més.

### Piràmide de població
La piràmide de població per edats i sexe el 2009 era:
| Homes | Edats   | Dones |
| ----- | ------- | ----- |
| 0     | 95 o +  | 0     |
| 0     | 90 a 94 | 0     |
| 0     | 85 a 89 | 0     |
| 0     | 80 a 84 | 0     |
| 8     | 75 a 79 | 4     |
| 4     | 70 a 74 | 0     |
| 0     | 65 a 69 | 12    |
| 8     | 60 a 64 | 0     |
| 12    | 55 a 59 | 4     |
| 24    | 50 a 54 | 24    |
| 32    | 45 a 49 | 16    |
| 4     | 40 a 44 | 32    |
| 8     | 35 a 39 | 12    |
| 20    | 30 a 34 | 16    |
| 4     | 25 a 29 | 8     |
| 24    | 20 a 24 | 16    |
| 24    | 15 a 19 | 16    |
| 12    | 10 a 14 | 20    |
| 16    | 5 a 9   | 0     |
| 8     | 0 a 4   | 16    |

## Economia
El 2007 la població en edat de treballar era de 262 persones, 190 eren actives i 72 eren inactives. De les 190 persones actives 180 estaven ocupades (95 homes i 85 dones) i 10 estaven aturades (2 homes i 8 dones). De les 72 persones inactives 30 estaven jubilades, 17 estaven estudiant i 25 estaven classificades com a «altres inactius».

### Ingressos
El 2009 a Glaignes hi havia 139 unitats fiscals que integraven 375 persones, la mediana anual d'ingressos fiscals per persona era de 21.959 €.

### Activitats econòmiques
Dels 6 establiments que hi havia el 2007, 1 era d'una empresa alimentària, 1 d'una empresa de construcció i 4 d'empreses de serveis.
L'únic servei als particulars que hi havia el 2009 era una empresa de construcció.
L'únic establiment comercial que hi havia el 2009 era una fleca.

## Equipaments sanitaris i escolars
El 2009 hi havia una escola elemental integrada dins d'un grup escolar amb les comunes properes formant una escola dispersa.

## Poblacions més properes
El següent diagrama mostra les poblacions més properes.